# Servisch Vrijwilligerskorps

Embleem van het Servisch Vrijwilligerskorps

Het Servisch Vrijwilligerskorps (Servisch: Српска добровољачка гарда, Srpska dobrovoljačka garda) was een paramilitaire organisatie die bestond uit vrijwilligers en actief was tijdens de oorlogen in Joegoslavië. Het korps stond beter bekend als Arkans Tijgers (Servisch: Арканови Тигрови, Arkanovi Tigrovi), vernoemd naar zijn leider Željko Ražnatović, die beter bekendstond als Arkan.
Het korps werd opgericht op 11 oktober 1990 door twintig vrijwilligers, voor een groot deel supporters van de voetbalclub Rode Ster Belgrado. In de loop der jaren kreeg het korps er veel vrijwilligers bij. Het is lastig, zo niet onmogelijk, om het totale aantal vrijwilligers vast te stellen; sommige bronnen beweren dat het er meer dan tienduizend waren, andere houden het hooguit op een paar honderd. Het korps was actief in Kroatië (1991-1992) en in Bosnië en Herzegovina (1992 en 1995).
Het hoofdkwartier en het trainingskamp van het korps waren in Erdut, Oost-Slavonië, dat destijds onderdeel was van de Republiek Servisch Krajina. Het korps werd officieel in april 1996 opgeheven. Toch hebben daarna nog veel Tijgers tegen de Albanese rebellen in Kosovo gevochten.
Arkan werd als leider van het korps in 1997 door het Joegoslavië-tribunaal in staat van beschuldiging gesteld van misdaden tegen de menselijkheid, schending van de Geneefse Conventies en van het oorlogsrecht. Hij heeft nooit terechtgestaan, omdat hij werd vermoord voordat hij kon worden opgepakt.